# Leucodore muticum
Leucodore muticum är en ringmaskart som beskrevs av Leuckart 1849. Leucodore muticum ingår i släktet Leucodore och familjen Spionidae. Inga underarter finns listade i Catalogue of Life.